# Statens havarikommisjon

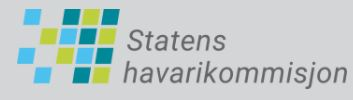
Statens Havarikommisjon

Statens havarikommisjon (SHK; Staatliche Unfallkommission) ist die norwegische Unfalluntersuchungsstelle für die Bereiche der Streitkräfte und des Verkehrswesens, für Luft-, Seefahrt und Schienenverkehr. Sie ist dem Verkehrsministerium unterstellt.

## Geschichte
Bis 1989 untersuchten im Luftverkehr Unfälle, bei denen Menschen ums Leben kamen, Ad-hoc-Kommissionen unter der Bezeichnung Flyhavarikommisjonen. Ihnen gehörte ein Vertreter der Polizei und Sachverständige der betroffenen Interessengruppen an. Für den Bereich der Schifffahrt gab es das Institut für Seeuntersuchungen mit einem ständigen Untersuchungsausschuss für größere Unfälle in der Fischereiflotte. Eisenbahnunfälle wurden zunächst weiter von der Polizei gemeinsam mit der Staatsbahn NSB und unabhängig von einer anderen Behörde untersucht. Es ist auffallend, dass das selbst bei größeren Unfällen selten zu Strafverfahren führte.
Aus diesen Ad-hoc-Kommissionen wurde am 10. Juli 1989 die ständige Havarikommisjonen for sivil luftfart (HSL – Havariekommission für die Zivilluftfahrt) eingeführt und 1999 als eigenständige Behörde des Verkehrsministeriums eingerichtet
Nach dem Eisenbahnunfall von Åsta am 4. Januar 2000, bei dem 19 Menschen starben, setzte ein königlicher Erlass erstmals eine vom Infrastrukturbetreiber (Jernbaneverket) und dem Eisenbahnverkehrsunternehmen (NSB) unabhängige Untersuchungskommission ein. Zu dieser Zeit war die Untersuchung von Eisenbahnunfällen in Norwegen gesetzlich nicht geregelt. Der Abschlussbericht der Untersuchungskommission enthielt die Empfehlung, eine ständige, unabhängige Untersuchungskommission für schwere Eisenbahnunfälle einzurichten. Am 27. April 2001 wurden eine vom Ministerium für Verkehr und Kommunikation vorgeschlagene, entsprechende Änderungen des Eisenbahngesetzes vom Storting angenommen. Damit wurde eine ständige Stelle für die Untersuchung von Unfällen im Schienenverkehr (einschließlich Straßenbahnen und U-Bahnen) mit der Bezeichnung Havarikommisjonen for sivil luftfart og jernbane (HSLB) geschaffen. Sie nahm am 1. Juli 2002 ihre Arbeit auf.
2005 wurden einige Aufgaben der Unfalluntersuchung im Verkehrsbereich in einer neuen Behörde, Statens havarikommisjon for transport (SHT), zusammengefasst.
Zum 1. März 2006 übernahm Norwegen die Richtlinie 2004/49/EG des Europäischen Parlaments und des Rates zur Eisenbahnsicherheit.
Zum 1. Juli 2020 übernahm die SHT auch die Aufgaben der norwegischen Unfalluntersuchungsstelle für die Streitkräfte. In der Folge änderte sie ihre Bezeichnung in Statens havarikommisjon (SHK).

## Interne Organisation und Verfahren
Die Behörde hat ihren Sitz in Lillestrøm. Sie ist in einzelnen Abteilungen organisiert, denen jeweils ein Verkehrsträger zugeordnet ist, und einem Generaldirektor unterstellt. Ihre Arbeit ist nicht in erster Linie darauf gerichtet, Schuldige zu ermitteln, sondern Schlüsse aus Unfällen zu ziehen, um präventiv Ratschläge zu erteilen.
Bei Untersuchungen werden alle Beteiligten angehört, erhalten Gelegenheit, ihre Meinungen und Ansichten zu äußern und die Ergebnisse werden gemeinsam besprochen. Die Beteiligten werden regelmäßig über den Verlauf der Untersuchung informiert und der Berichtsentwurf und der Entwurf zu Sicherheitsempfehlungen werden den Beteiligten zur Stellungnahme übermittelt. Den Abschlussbericht, gegebenenfalls mit Sicherheitsempfehlungen, erhalten das Verkehrsministerium und die Betroffenen. Danach wird er auch veröffentlicht. Weiter werden die Untersuchungsberichte und Sicherheitsempfehlungen allen Mitgliedstaaten der EU und des EWS über die Datenbank der European Railway Agency Database of Interoperability and Safty (ERADIS) zur Verfügung gestellt.
Die SHK erhält alle sechs Monate einen Bericht über den Stand der Umsetzung der von ihr ausgesprochener Sicherheitsempfehlungen.